# 2064: 리드 온리 메모리즈
《2064: 리드 온리 메모리즈》(2064: Read Only Memories)는 미드보스(MidBoss)가 제작한 사이버펑크 어드벤처 게임이다. 존 "JJSignal" 제임스(Jone James)가 감독하고 발레리 아멜라 톰슨(Valerie Amella Thompson)과 필립 존스(Philip Jones)이 시나리오를 썼으며 2 멜로(2 Mello)이 사운드트랙을 맡았다.
《리드 온리 메모리즈》(Read Only Memories)라는 제목으로 2015년 10월에 출시되었으며, 2017년 1월 플레이스테이션 4로 출시되면서 현재의 제목으로 바뀌었다.
《2064: 리드 온리 메모리즈》는 《스내처》, 《라이즈 오브 더 드래곤》, 《가브리엘 나이트》 등 1980~1990년대 어드벤처 게임에 많은 영향을 받았다. 후속작 《리드 온리 메모리즈: 뉴로다이버》(Read Only Memories: Neurodiver)이 2024년 출시 예정이다.